# Beyond (gruppo musicale)
I Beyond sono stati un gruppo musicale rock originario di Hong Kong, fondato nel 1983 e sciolto definitivamente nel 2005. Sono considerati il gruppo di lingua cinese più influente e di successo di tutti i tempi, potendo vantare un forte seguito - oltre che in patria - anche nella Cina continentale, Taiwan, Giappone, Singapore, Malesia, Indonesia, e altre comunità cinesi oltre oceano.

La formazione più conosciuta e duratura è composta da Huang Jia Ju (voce, chitarra), Yip Sai Wing (voce, batteria), Steve Wong Ka Keung (voce, basso) e Paul Wong Koon Chung (voce, chitarra solista).
Il gruppo cantava principalmente in cantonese, ma in seguito al crescente successo sono stati pubblicati anche diversi album in mandarino e alcuni in giapponese. Il suo frontman Wong Ka Kui è morto nel 1993 per un incidente occorsogli durante le riprese di una trasmissione televisiva a Tokyo. Nonostante questo la band ha continuato la propria attività, fino al 2005.

## Storia

### Le origini e il periodo indie
Nel 1983 Wong Ka Kui (voce, chitarra) e Yip Sai Wing (batteria), all'epoca ventenni, decidono di formare insieme un gruppo musicale, entrambi ispirati dai grandi nomi della musica rock occidentale (David Bowie, Deep Purple, Pink Floyd). Lo stesso anno partecipano ad un concorso musicale organizzato da "Guitar Magazine", una rivista musicale di Hong Kong fondata da Lenny Kwok, del gruppo indie Blackbird. Per l'occasione Ka Kui e Sai Wing scelgono il nome "Beyond", e a loro si uniscono temporaneamente William Tang (chitarra) e Lee Wing Chiu (basso). Lo stile iniziale è un rock molto duro, grezzo, sperimentale e progressivo. Nonostante la band non abbia ancora un'identità ben definita, una formazione stabile, e un progetto preciso sul proprio futuro, vince la competizione, e su Guitar Magazine viene pubblicato il primo articolo a loro dedicato.
Nel 1984 viene pubblicato il vinile "Hong Kong Xiang Gang - Guitar Competition Compilation", una raccolta di brani composti dai vincitori di questa manifestazione nei due anni precedenti (Beyond, Power Pak, Eugene Pao, Tats Lau, Ancient). I Beyond partecipano con un paio di brani: "Brain Attack" e "Building", i cui testi sono completamente in inglese. Lo stesso anno si unisce al gruppo Steve Wong Ka Keung (basso), fratello minore di Ka Kui. In quel periodo Chan See On aveva sostituito William Tang alla chitarra, ma nel 1985 anche lui lascia il gruppo per motivi personali. Al suo posto viene scelto Paul Wong (all'epoca studente di design e che inizialmente si occupava della preparazione dei poster promozionali del gruppo), completando così la formazione che diventerà la più stabile e conosciuta. Inizialmente Paul non era intenzionato ad entrare nella band come membro ufficiale, perché era già impegnato con un altro gruppo, e anche perché gli fu chiesto di imparare in un breve periodo i brani dei Beyond, ma nonostante i suoi dubbi decide di accettare in seguito all'insistenza di Ka Kui.
I Beyond sono intenzionati a diffondere la musica rock al grande pubblico di Hong Kong, dove all'epoca dominava la musica pop commerciale, e dove il rock era rilegato esclusivamente all'ambiente underground. Come dichiarò Ka Kui negli anni a seguire, "Non esiste un'industria musicale ma solo un'industria dell'intrattenimento ad Hong Kong". Inoltre i Beyond presentano solo brani originali scritti da loro, e nessuna cover, per enfatizzare il loro desiderio di suonare musica congeniale ai loro interessi ed ideali.
Nonostante le idee e gli obiettivi del gruppo stiano diventando più definiti, le difficoltà pratiche che devono affrontare non sono poche: come tutte le band indipendenti, infatti, devono occuparsi della promozione dei loro concerti - compresa la vendita dei biglietti - e l'acquisto della strumentazione. Viene organizzato un concerto auto-prodotto intitolato "Forever Waiting Concert" (al Caritas Centre di Hong Kong) nel tentativo di ottenere più visibilità, ma all'evento non si presenta alcuna casa discografica ed il pubblico presente - circa 2000 persone - mostra scarso interesse nella loro musica. Nonostante il riscontro non sia positivo, lo stesso anno viene pubblicato l'EP "Super Live 1985", il loro primo disco dal vivo.
Sempre nel 1985, i Beyond partecipano come special guests al concerto "Island And Friends Concert", organizzato dal gruppo Island, all'epoca prodotto da Leslie Chan. Leslie Chan rimane positivamente colpito dalla musica dei Beyond, e subito dopo l'esibizione si reca nel backstage dove gli propone di firmare un contratto: da quel momento diventerà il loro storico produttore.
Nel 1986 viene finalmente pubblicato il loro primo disco autoprodotto, "Goodbye Ideal" (aka "Goodbye Faith", "Goodbye Dreams"), solo su audio-cassetta. All'epoca furono vendute circa 2000 copie. Nella canzone che dà il titolo all'album Ka Kui parla dei suoi ideali giovanili e della sua dedizione alla musica rock, e diventerà negli anni a venire uno dei loro brani più simbolici di questo periodo iniziale. In generale, il tema affrontato in questo disco riguarda la lotta tra gli ideali e la realtà, e le incertezze sul proprio futuro. In seguito a questa pubblicazione, i Beyond firmano un contratto con la Kinn's Records tramite Leslie Chan, una casa discografica indipendente.
Lo stesso anno Lau Chi Yuen (chitarra, tastiere) entra a far parte dei Beyond come quinto membro.
Tra il 23 e il 25 agosto 1986 i Beyond suonano per la prima volta all'estero, a Taiwan. Il riscontro è positivo ed il concerto "Live In Taipei" è anche il loro primo live pubblicato ufficialmente sia in versione audio che in versione video.
Nel 1987 viene pubblicato il secondo album, "Arabian Dancing Girl". La sessione fotografica per questo disco è stata scattata alla moschea Masjid Sultan di Singapore, e i membri del gruppo si presentano vestiti con una lunga tunica bianca come beduini del deserto. Questi costumi verranno indossati anche durante il loro famoso "Arab Concert" dello stesso anno. Lo stile musicale è molto innovativo, soprattutto in considerazione del fatto che il gruppo era ancora all'inizio della propria carriera, e con una reputazione ancora da costruire: quasi tutti i brani presentano infatti delle sonorità medio-orientali, che rimandano al tema principale del disco, mischiate sapientemente ad un rock tendenzialmente più melodico rispetto al disco precedente.
Nonostante questa interessante proposta musicale, le vendite furono inferiori rispetto alle aspettative, proprio perché il disco era troppo particolare e sperimentale per il grande pubblico. Ironicamente, allo stesso tempo, il gruppo fu criticato dalle altre band indie e da alcuni loro fans, perché questo album rappresentava il loro distacco definitivo dalla scena rock underground. Involontariamente, il gruppo si trovò quindi ad un bivio: seguire esclusivamente i propri interessi musicali mettendo però a rischio la loro carriera, oppure accettare dei compromessi con la casa discografica nel tentativo di ottenere più consensi in base alle tendenze del mercato. I Beyond scelgono questa seconda opzione, nella speranza che questo sacrificio possa portare in futuro ad una maggiore libertà ed espressione artistica.

### Il rapido successo commerciale
Nel 1988 i Beyond tentano un diverso approccio musicale con l'album "Modern Stage", probabilmente il disco con più influenze pop della loro carriera, cercando comunque di mantenere - perlomeno in parte - lo spirito che aveva caratterizzato i lavori precedenti. La title track è un brano di critica sociale, politica e al mondo dell'intrattenimento. Purtroppo nemmeno questo album fu un successo all'epoca. La casa discografica decide quindi di dare un'ultima possibilità al gruppo: se anche il disco successivo non avrebbe riscosso successo, avrebbe annullato il contratto. Fortunatamente, grazie all'album "Secret Police", pubblicato lo stesso anno, il pubblico comincia a mostrare maggiori consensi. I Beyond riescono a trovare una propria dimensione, miscelando sapientemente le proprie origini rock a sonorità più leggere e appetibili per il grande pubblico, senza per questo perdere di qualità.
Per questo disco, inoltre, Wong Ka Kui propone a Paul Wong di cantare un brano con forti influenze cinesi, "The Earth", che sarà destinato a diventare uno dei loro maggiori successi di quegli anni. Inizialmente Paul è contrario a questa scelta, ma alla fine accetta grazie all'insistenza di Ka Kui. Fu una scelta importante nella loro carriera: da quel momento in poi, infatti, anche gli altri membri condivideranno sempre di più le parti vocali, dimostrando così la loro versatilità musicale.
Nel mese di ottobre dello stesso anno, i Beyond sono invitati a suonare a Pechino per due concerti al Capital Gymnasium. Questa scelta non fu dovuta alla popolarità dei Beyond nella Cina continentale (dove all'epoca erano infatti ancora sconosciuti), ma alla diffusione in quegli anni della musica rock. Gli organizzatori pensarono quindi che una band di Hong Kong potesse ottenere un successo mediatico.
Durante un'intervista, Steve ha raccontato che mentre il fratello Ka Kui osservava il luogo del concerto esternamente, fu avvicinato da un rivenditore non autorizzato, che gli chiese se volesse acquistare un biglietto.
La prima serata registrò il tutto esaurito, con un pubblico di circa 18.000 persone. Purtroppo circa la metà del pubblico se ne andò anticipatamente, durante lo spettacolo, contrariati dal fatto che i Beyond cantassero esclusivamente in cantonese.
Durante la seconda serata i Beyond decidono quindi di cantare alcuni loro brani tradotti in mandarino, ed inoltre suonano una cover di "Nothing To My Name" di Cui Jian, che è considerato uno dei pionieri della musica rock cinese. Questo contribuì ad aumentare il coinvolgimento del pubblico.
Questa esperienza fu quindi molto importante sia per il gruppo che da un punto di vista storico, in quanto i Beyond furono il primo gruppo di Hong Kong a suonare nella Cina continentale.
Sempre lo stesso anno, Lau Chi Yuen lascia i Beyond (formerà successivamente il gruppo Ukiyoe insieme a Gilbert Leung), che tornano quindi ad essere una formazione di quattro elementi. Nonostante la sua collaborazione sia ufficialmente conclusa, l'anno successivo verrà invitato come special guest in alcuni loro concerti.
Nel 1989 viene pubblicato "Beyond IV": oltre ad essere il loro quarto disco pubblicato con una major, il numero "IV" è un chiaro riferimento alla nuova formazione. La band continua a collezionare successi grazie a brani come "Really Love You" (un ringraziamento alle loro madri per il loro continuo supporto). I Beyond sono in un momento molto prolifico della loro carriera, e lo stesso anno pubblicano "The Real Testament", un disco molto diverso dal precedente, con sonorità decisamente più rock.
Il gruppo matura molto velocemente, e anche le tematiche affrontate nei testi di Ka Kui diventano sempre più universali: il brano "Glorious Years", contenuto nel disco "Party Of Fate" del 1990, è infatti dedicato a Nelson Mandela, che in quell'anno fu liberato dalla sua lunga prigionia.
Lo stesso anno i Beyond, forti del loro successo, cominciano anche a pubblicare alcuni dischi completamente registrati in lingua mandarina per il mercato cinese. Continuano inoltre a farsi conoscere all'estero, grazie ad alcune esibizioni memorabili come ad esempio al festival Rock Macau '90.
Nel 1991 i Beyond viaggiano in Kenya, e hanno modo di vedere in prima persona le condizioni di vita di questa popolazione e gli effetti della guerra. Durante questo viaggio scrivono "Amani" (contenuta nell'album "Deliberate"), il cui ritornello è cantato in lingua Swahili (il titolo significa "pace"). Anche questo brano entrerà a far parte dell'immaginario collettivo di Hong Kong (è ad esempio utilizzata dai gruppi di aiuti umanitari di Hong Kong). Lo stesso anno verrà organizzato un concerto all'Hong Kong Coliseum che verrà poi registrato e pubblicato con il titolo "Live 1991": questo è considerato uno dei loro concerti più simbolici, che li immortala all'apice del loro successo, ed è probabilmente la migliore registrazione di un live con Wong Ka Kui.
Nonostante il sempre più crescente interesse del pubblico nei confronti dei Beyond, che in questi anni ricevono innumerevoli inviti in programmi televisivi e partecipazioni cinematografiche, Wong Ka kui soffre questa situazione come un'imposizione necessaria per il loro successo, e continua a scrivere brani paradossalmente critici nei confronti dello show business, come "Do Me A Favor Party", e a criticare esplicitamente il mercato discografico di Hong Kong.

### Da Hong Kong al mercato Giapponese
In questa ambigua situazione di grande successo ma allo stesso tempo di insoddisfazione personale, i Beyond prendono una drastica decisione per proseguire il loro percorso musicale: decidono infatti di ripartire da zero e di debuttare in un mercato discografico straniero, e per questo scelgono il Giappone, dove la musica rock era sicuramente più seguita e rispettata. Questa esperienza non è però priva di difficoltà, a cominciare dalle differenze culturali e linguistiche (le canzoni verranno infatti registrate completamente in lingua giapponese).
All'inizio del 1992 i Beyond risiedono per 3/4 mesi nel villaggio di Yamanakako, ai piedi del monte Fuji, per registrare il disco successivo, dall'emblematico titolo "Continue The Revolution", l'unico disco della loro carriera ad essere registrato e pubblicato in 3 lingue diverse: cantonese, mandarino e giapponese.
I Beyond cominciano così ad acquisire visibilità anche in Giappone, grazie anche ad una serie di apparizioni televisive, e nel 1993 viene pubblicato "Rock 'n' Roll", che si rivelerà in seguito essere l'ultimo album con Wong Ka Kui.
Paradossalmente, presto i Beyond si rendono conto che anche la loro esperienza in Giappone è molto simile a quella precedentemente sperimentata in patria: con l'aumento del loro successo, aumenta anche la sensazione di essere ritornati ad essere una band controllata e dipendente dai mass media.
La permanenza dei Beyond in Giappone non è comunque costante: il gruppo ritorna saltuariamente ad Hong Kong, ed inoltre il 28 maggio suona un concerto completamente acustico al National Indoor Stadium di Kuala Lumpur (Malesia). Questo concerto è molto importante perché di fatto risulterà essere l'ultima esibizione dal vivo di Ka Kui.

### Morte di Wong Ka Kui
Il 23 giugno 1993 i Beyond sono invitati a partecipare alla trasmissione televisiva "Ucchan-Nanchan No Yarunara Yaraneba", e si recano negli studi di Fuji Television per cominciare le registrazioni. Il programma prevedeva anche un'esibizione da una piattaforma alta 3 metri circa. Il giorno successivo, verso l'una di notte, Ka Kui e l'attore giapponese Teruyoshi Uchimura scivolano e cadono dallo stage, riportando numerose ferite. Ka Kui, in particolare, battendo la testa finisce in coma e viene ricoverato alla Tokyo Women's Medical University. I mass media giapponesi non danno subito grande risalto alla notizia, e solo il giorno successivo i familiari di Ka Kui ed alcuni giornalisti di Hong Kong vengono informati dell'accaduto. I giornali giapponesi cominciano a diffondere maggiormente la notizia, ma concentrandosi principalmente sulle condizioni di Uchimura. Al contrario, i mass media di Hong Kong danno subito grande spazio all'incidente di Ka Kui. Ironia della sorte, la versione giapponese di "Boundless Oceans, Vast Skies" viene realizzata il 25 giugno, un solo giorno dopo l'incidente di Ka Kui. Nei giorni successivi le condizioni di Ka Kui peggiorano, ma le informazioni che arrivano dal Giappone sono ancora poche, mentre ad Hong Kong continuano le veglie dei fans.
Infine, il 30 giugno alle ore 16.15 viene dichiarata la morte cerebrale di Ka Kui, e la notizia viene ufficializzata durante una conferenza stampa alla presenza di giornalisti di Hong Kong.
La salma viene riportata in patria, e il 3 luglio i membri dei Beyond partecipano ad una conferenza stampa in cui dichiarano la loro intenzione di portare avanti la band, per continuare a perseguire gli ideali musicali di Ka Kui.
Il funerale è organizzato per il 5 luglio. Le strade di Hong Kong vengono congestionate dal traffico a causa della forte affluenza dei fans. Anche molti cantanti di Hong Kong partecipano al funerale per rendere il loro omaggio.
Il mese successivo viene pubblicato in Giappone il mini album "This Is Love I": come si evince dal titolo, era in programma la pubblicazione di un secondo EP, che però non fu mai realizzato.

### Il periodo post Ka Kui
Nonostante le perplessità e i dubbi di molte persone - che considerano Ka Kui un elemento imprescindibile per l'esistenza dei Beyond - Yip, Steve e Paul decidono di proseguire l'attività del gruppo come un trio, senza ricercare un nuovo cantante, bensì alternandosi alla voce. Questa scelta viene ufficializzata alla loro prima apparizione, il 30 novembre 1993.
Nel 1994 viene pubblicato "2nd Floor Back Suite", un disco molto emozionale, contenente ovviamente alcuni brani dedicati a Ka Kui ("Paradise", "We Don't Wanna Make It Without You"). L'attenzione dei fans non diminuisce, e a conferma di questo l'affluenza del pubblico ai concerti è sempre considerevole. Questo è l'ultimo album studio che verrà pubblicato per il mercato giapponese, ma - a differenza dei precedenti - solo il brano "Paradise" è tradotto e cantato in giapponese.
Nel 1995 esce "Sound", il cui titolo rappresenta l'intenzione della band di sperimentare nuove sonorità, in particolare il rock alternativo ed il grunge, con chitarre più distorte e suoni più pesanti. Anche il look con il quale i membri si presentano sul palco è in linea con questa evoluzione musicale. Il brano più rappresentativo, proposto spesso durante i concerti, è "Corrupt The Young".
Nel 1996 esce l'EP "Wonderful Beyond" e successivamente vengono organizzati una serie di concerti dai quali verrà pubblicato "Live And Basic". Questo concerto è famoso per il finale molto emotivo, in cui Steve scoppia in lacrime mentre canta "Boundless Oceans, Vast Skies", ricordando il fratello scomparso.
Nel 1997 viene dato alle stampe "Please Let Go Of Your Hands", un disco che fa da riferimento al cambiamento culturale causato dal passaggio di Hong Kong dall'Inghilterra alla Cina.
Lo stesso anno esce "Surprise", in cui il gruppo comincia a sperimentare anche sonorità elettroniche. Inoltre in questo album partecipa alle registrazioni anche Lau Chi Yuen come chitarrista aggiunto. Questo è l'ultimo album studio ad essere tradotto e registrato in mandarino.
Nel 1998 esce "Until You Arrive", che prosegue l'esplorazione musicale cominciata nell'album precedente, in un connubio di sonorità elettroniche, pop-rock e rock alternativo. Lo stesso anno viene pubblicato anche l'EP "Action".
Nel 1999 viene pubblicato "Good Time", che risulterà essere l'ultimo album studio del gruppo. Lo stesso anno infatti, in seguito ad una serie di concerti (dai quali è tratto "Good Time Live Concert") la band annuncia lo scioglimento. Sempre nel 1999, i Beyond pubblicano il singolo "Love Our Bay" insieme al batterista Funky Sueyoshi, solo per il mercato giapponese. Negli anni successivi i 3 membri si concentrano sulle proprie carriere soliste, fino a quando nel 2003 decidono di riunirsi per una serie di concerti in occasione del 20º anniversario dalla nascita del gruppo. Lo spettacolo e la scenografia del palco sono molto curati, e durante il concerto vengono principalmente proposti i brani del primo periodo, precedente alla scomparsa di Ka Kui. Inoltre, viene eseguito un brano rimasto fino a quel momento inedito con Ka Kui alla voce, incluso nell'EP "Together" autoprodotto e pubblicato lo stesso anno, e che sarà l'ultima pubblicazione studio della band in assoluto. Durante questa esibizione, viene trasmesso un video di Ka Kui su un monitor a grandezza naturale, posizionato al centro del palco, che crea l'effetto ottico di un ologramma, come se Ka Kui fosse a suonare insieme ai suoi compagni.
I Beyond tornano per un'ultima serie di concerti nel 2005, dal titolo "The Story Live", in cui viene proposta una scaletta variegata e che copre l'intera carriera del gruppo. Inoltre in questa occasione vengono organizzate anche una serie di date all'estero (Singapore, e per la prima volta in Canada).

### Post Beyond
In seguito allo scioglimento del gruppo, i membri dei Beyond hanno proseguito la loro carriera musicale concentrandosi sulle loro rispettive carriere soliste, ritornando a collaborare insieme saltuariamente.
Nel 2008, in occasione di un concerto tributo a Wong Ka Kui organizzato dal fratello Steve Wong Ka Keung, e al quale partecipano diversi gruppi e musicisti, i membri dei Beyond si riesibiscono insieme per la prima volta.
Nello stesso anno, Yip Sai Wing e Paul Wong organizzano un paio di concerti intitolati "Beyond Next Stage Live 2008", rispettivamente l'11 ottobre al Genting Highlands in Malesia e l'8 novembre all'Indoor Stadium di Singapore.
Tra il 24 e il 26 luglio 2009, Wong Ka Keung e Paul Wong organizzano una serie di concerti a Hong Kong intitolati "This Is Rock & Roll", in cui suonano sia loro brani solisti che brani dei Beyond. Di questo evento verrà pubblicato un triplo cd dal vivo.
Il 10 giugno 2016 Yip Sai Wing e Paul Wong organizzano all'Hong Kong Convention And Exhibition Centre un nuovo concerto tributo a Wong Ka Kui, questa volta a scopo di beneficenza, intitolato "Ka Kui... The Love Continues Charity Concert 2016".
Il 14 ottobre 2016 - in occasione del suo primo tour mondiale - Yip Sai Wing si è esibito per la prima volta in Italia, e più precisamente a Milano al Teatro della Luna, davanti ad un pubblico di circa 800 persone.
Il 22 giugno 2017 Yip Sai Wing, Paul Wong e Lau Chi Yuen (il "quinto membro" dei Beyond dal 1986 al 1988) hanno partecipato ad un programma televisivo su Sichuan TV, durante il quale hanno suonato alcuni dei successi dei Beyond e alcuni brani solisti. I tre avevano già suonato insieme l'anno precedente, all'ultimo concerto tributo di beneficenza dedicato a Wong Ka Kui.
Nonostante nel corso degli anni siano state fatte diverse speculazioni in merito ad una possibile riformazione dei Beyond, i vari membri hanno fino ad oggi escluso questa possibilità.

## Formazione
- Wong Ka Kui - voce, chitarra (1983-1993)
- Yip Sai Wing - batteria, voce (1983-2005)
- Steve Wong Ka Keung - basso, voce (1984-2005)
- Paul Wong - chitarra, voce (1985-2005)

## Discografia

### Album in Cantonese
- 1986.04-再見理想 (Goodbye Faith, aka Goodbye Ideal)
- 1987.07-亞拉伯跳舞女郎 (Arabian Dancing Girl)
- 1988.03-現代舞台 (Modern Stage)
- 1988.09-秘密警察 (Secret Police)
- 1989.07-Beyond IV
- 1989.12-真的见证 (The Real Testament)
- 1990.09-命運派對 (Party Of Fate)
- 1991.09-犹豫 (Deliberate)
- 1992.08-繼續革命 (Continue The Revolution)
- 1993.05-樂輿怒 (Rock 'N' Roll)
- 1994.06-二樓後座 (2nd Floor Back Suite)
- 1995.06-Sound
- 1997.04-請將手放開 (Please Let Go Of Your Hands)
- 1997.12-驚喜 (Surprise)
- 1998.12-不見不散 (Until You Arrive)
- 1999.11-Good Time

### Album in Mandarino
- 1990.09-大地 (The Earth)
- 1991.04-光輝歲月 (The Glorious Years)
- 1992.12-信念 (Belief)
- 1993.09-海闊天空 (Sea & Sky)
- 1994.07-Paradise
- 1995.10-愛與生活 (Love & Life)
- 1998.02-這裡那裡 (Here And There)

### Album in Giapponese
- 1992.09-超越 (Beyond)
- 1993.07-This Is Love 1
- 1994.07-Second Floor

### EP e Singoli
- 1987.01-永遠等待 (Forever Waiting)
- 1987.08-新天地 (New World)
- 1987.09-孤單一吻 (Solitary Kiss)
- 1989.04-四拍四 (4 Beat 4)
- 1990.05-战胜心魔 (Overcoming The Devil Inside)
- 1990.06-天若有情电影歌曲 (A Moment Of Romance - Movie Songs)
- 1992.12-無盡空虛 (Endless Emptiness)
- 1996.02-Beyond 的精彩 (Wonderful Beyond)
- 1998.07-Action
- 1999-Love Our Bay (Beyond & Funky Sueyoshi)
- 2003.04-Together

### Album dal vivo
- 1985-Super Live 1985
- 1986.08-台北演唱会 (Live In Taipei)
- 1987.10-超越亞拉伯演唱會 (Arab Concert)
- 1988.10-Live 88
- 1988.10-北京演唱會 1988 (Beijing Concert)
- 1991.12-Live 1991
- 1993.12-Words & Music - Final Live With Ka Kui
- 1996.05-Live & Basic
- 2001.12-Good Time Live Concert 1999
- 2003-20th Anniversary 2003 Live
- 2005.04-Beyond The Story Live 2005

### Raccolte
- 1993.08-遙望黃家駒不死音樂精神 - 特別紀念集 92-93 (Special Commemorate Of Wong Ka Kui)
- 1995.05-遙かなる夢 Far Away 1992～1995
- 2000.01-Millennium
- 2005.01-Beyond The Ultimate Story
- 2008.03-Beyond 25th Anniversary
- 2013.07-Beyond 30th Anniversary
- 2015.06-The Legend
- 2015.06-The Stage